# Wanzhou
Wanzhou vroeger ook bekend als Wan Xian is een stad in de Chinese provincie Chongqing en ligt dicht bij de kloven van de rivier de Yangtze. Het is de tweede stad van de provincie met 1.078.149 inwoners in 2020. Door Wanzhou loopt de nationale weg G318.